# Vinalhaven (Maine)
Vinalhaven es una isla y un pueblo ubicado en el condado de Knox en el estado estadounidense de Maine. En el Censo de 2010 tenía una población de 1.165 habitantes y una densidad poblacional de 2,67 personas por km².

## Geografía
Vinalhaven se encuentra ubicado en las coordenadas 44°1′18″N 68°47′37″O / 44.02167, -68.79361. Según la Oficina del Censo de los Estados Unidos, Vinalhaven tiene una superficie total de 436.89 km², de la cual 60.76 km² corresponden a tierra firme y (86.09%) 376.13 km² es agua.

## Demografía
Según el censo de 2010, había 1.165 personas residiendo en Vinalhaven. La densidad de población era de 2,67 hab./km². De los 1.165 habitantes, Vinalhaven estaba compuesto por el 97.6% blancos, el 0.09% eran afroamericanos, el 0.26% eran amerindios, el 0.26% eran asiáticos, el 0% eran isleños del Pacífico, el 0.17% eran de otras razas y el 1.63% pertenecían a dos o más razas. Del total de la población el 0.17% eran hispanos o latinos de cualquier raza.